# Guddaveerana Hosahalli, Kanakapura
Guddaveerana Hosahalli là một làng thuộc tehsil Kanakapura, huyện Ramanagara, bang Karnataka, Ấn Độ.